# Pancenkove, Sverdlovsk
Pancenkove (în ucraineană Панченкове) este un sat în comuna Oleksandrivka din raionul Sverdlovsk, regiunea Luhansk, Ucraina.

## Demografie
Componența lingvistică a localității Pancenkove
     Rusă (83,86%)
     Ucraineană (12,54%)
     Română (1,3%)
     Alte limbi (0,14%)
Conform recensământului din 2001, majoritatea populației localității Pancenkove era vorbitoare de rusă (83,86%), existând în minoritate și vorbitori de ucraineană (12,54%) și română (1,3%).